# Горецкое
Горецкое — село в Краснокутском районе Саратовской области, в составе Лавровского муниципального образования.
Население — 10 (2010)

## История
Основано в 1880 году эстонскими переселенцами. Село относилось к Краснокутской волости Новоузенского уезда Самарской губернии. Согласно Списку населённых мест Самарской губернии 1910 года население Горецкого было смешанным: деревню населяли русские, малороссы и эстонцы, православные и протестанты, всего 131 мужчина и 145 женщин
В 1922 году село было включено в состав Краснокутского кантона Автономной области немцев Поволжья (с 1923 года — АССР немцев Поволжья). Согласно переписи населения 1926 года в Горецком проживало 266 жителей, в т.ч. немцев — 12. В период коллективизации организован колхоз имени Коминтерна
28 августа 1941 года был издан Указ Президиума ВС СССР о переселении немцев, проживающих в районах Поволжья. Немецкое население АССР немцев Поволжья было депортировано. После ликвидации АССР немцев Поволжья Горецкое, как и другие населённые пункты Краснокутского кантона, было включено в состав Саратовской области.
В 1955 году колхозы «Прогресс» (село Лавровка) и имени Коминтерна объединились в одно хозяйство с центральной усадьбой в селе Лавровка с наименованием колхоза имени Коминтерна (ликвидирован в 2000 году).

## Физико-географическая характеристика
Село расположено в Низком Заволжье, в пределах Сыртовой равнины, относящейся к Восточно-Европейской равнине, между прудами в верховьях балки (приток реки Гашон), на высоте около 75 метров над уровнем моря. Почвы каштановые солонцеватые и солончаковые.
По автомобильным дорогам расстояние до районного центра города Красный Кут — 21 км, до областного центра города Саратов — 140 км, до села Лавровка — 15 км.
Часовой пояс
Горецкое, как и вся Саратовская область, находится в часовой зоне МСК+1. Смещение применяемого времени относительно UTC составляет +4:00.

## Население
Динамика численности населения по годам:
| 1889 | 1910 | 1926 | 1987 | 2002 |
| ---- | ---- | ---- | ---- | ---- |
| 203  | 276  | 266  | ≈90  | 1    |

| 2010 |
| ---- |
| 10   |